# Коростин, Алексей Фёдорович
Алексей Федорович Коростин (1903 — 1957, Москва) — российский искусствовед, историк русской графики, коллекционер.
Крупнейший специалист первой половины XX в. в области русского эстампа. Автор и редактор ряда изданий по искусству печатной графики. В 1944 году в качестве консультанта начал работать в ГМИИ им. А. С. Пушкина, с 1947 по 1950 год — на должности старшего научного сотрудника Отдела графики. В 1948 году организовал передачу наследия П. Д. Эттингера в ГМИИ. С 1950 года до конца жизни работал в Научно-исследовательском институте теории и истории искусства АХ СССР. Организатор значительной для своего времени выставки «Русская графика XVIII — начала XX веков», прошедшей в ГМИИ в 1949 году.

## Публикации (выборочно)
- Коростин А. Ф. Начало литографии в России : 1816-1818 : К 125-летию рус. литографии / А. Ф. Коростин. — Москва: Б. и., 1943. — 152 с. — (Собрание работ по книговедению).
- Коростин А. Ф., Смирнова Е. И. Русская гравюра XVIII века. — Москва: Изд-во Гос. Третьяковской галереи, 1952. — 41 с. — (Русская графика).
- Коростин А. Ф. Русская литография XIX века. — Москва: Искусство, 1953. — 184 с.